# MIUI
MIUI – oprogramowanie dla urządzeń mobilnych (smartfony, tablety) stworzone i rozwijane przez przedsiębiorstwo Xiaomi, oparte na systemie operacyjnym Android oferujące mocno przebudowany interfejs względem Androida bez modyfikacji. MIUI posiada bardzo dużo możliwości personalizacji, jak choćby wsparcie dla motywów interfejsu.
MIUI jest domyślnie preinstalowane na wszystkich smartfonach i tabletach Xiaomi (wyjątkiem jest seria smartfonów Android One – Mi A1, Mi A2, Mi A2 Lite oraz Mi A3). Xiaomi oferuje również możliwość instalacji MIUI na urządzeniach innych marek, takich jak Samsung, Sony, HTC, LG, OnePlus i Google Nexus, w formie custom ROM-u.
24 lutego 2016 Xiaomi ogłosiło, że MIUI ma ponad 170 milionów użytkowników na całym świecie i obsługuje ponad 340 urządzeń.

## Wersje MIUI
Oficjalne MIUI dostępne jest w dwóch dystrybucjach: Global oraz China. Wersja China przeznaczona jest na rynek chiński, zawiera jedynie kilka języków, w tym angielski oraz chiński, brak w niej polskiego, oprócz tego, z przyczyn prawnych, nie są na niej domyślnie zainstalowane aplikacje Google, takie jak Google Play. Wersja Global posiada szeroki wybór języków – w tym polski – oraz ma preinstalowane usługi Google, również Google Play.
Obie dystrybucje posiadają dwa kanały aktualizacji, deweloperski nazywany też dev lub beta, aktualizowany regularnie co czwartek, oraz stabilny, z mniejszą częstotliwością aktualizacji.
Poza oficjalnymi dystrybucjami, istnieje kilka modyfikacji MIUI. Dużą popularnością cieszy się modyfikacja o nazwie xiaomi.eu, tworzona jest ona przez społeczność, xiaomi.eu bazuje na wersji China, ale podobnie do wersji Global zawiera szeroki wybór języków, w tym język polski oraz modyfikacje, które sprawiają, że system jest przyjaźniejszy dla użytkowników spoza Chin.

### Zestawienie dystrybucji MIUI
|                                              | China                                                  | China                                                | Global (Stabilna)                                                      | Global (Stabilna)                                                      | Xiaomi.eu | Xiaomi.eu |
| -------------------------------------------- | ------------------------------------------------------ | ---------------------------------------------------- | ---------------------------------------------------------------------- | ---------------------------------------------------------------------- | --- | --- |
| Dostępne języki                              | Kilka, w tym angielski i chiński                       | Kilka, w tym angielski i chiński                     | Szeroki wybór, w tym polski                                            | Szeroki wybór, w tym polski                                            | Szeroki wybór, w tym polski | Szeroki wybór, w tym polski |
| Dodatkowe motywy do pobrania                 | Wszystkie                                              | Wszystkie                                            | Część                                                                  | Część                                                                  | Część | Część |
| Wyszukiwarka systemowa                       | Tak, z obsługą Bing                                    | Tak, z obsługą Bing                                  | Nie, zastąpiona przez Google                                           | Nie, zastąpiona przez Google                                           | Tak | Tak |
| Inteligentny asystent                        | App vault, XiaoAI                                      | App vault, XiaoAI                                    | App vault                                                              | App vault                                                              | App vault | App vault |
| Domyślne źródło aplikacji                    | GetApps                                                | GetApps                                              | Google Play                                                            | Google Play                                                            | Google Play | Google Play |
| Dostęp do Mi Cloud                           | Pełny                                                  | Pełny                                                | Ograniczony                                                            | Ograniczony                                                            | Pełny | Pełny |
| Kanały aktualizacji                          | Developer                                              | Stable                                               | Beta                                                                   | Stable                                                                 | Dev/Beta | Stable |
| Kanały aktualizacji                          | Najwyższy priorytet aktualizacji, wydawane co czwartek | Zazwyczaj aktualizowany co 2 miesiące                | Niedostępna z 1 lipca 2019 roku                                        | Wydawane nieregularnie w dużych odstępach czasu                        | Wydawane co piątek | Zazwyczaj aktualizowany co 2 miesiące |
| Obsługa aktualizacji OTA                     | Tak                                                    | Tak                                                  | Tak                                                                    | Tak                                                                    | Tak, bez obsługi aktualizacji przyrostowych – wymaga pobierania pełnego obrazu systemu                                                                                | Tak, bez obsługi aktualizacji przyrostowych – wymaga pobierania pełnego obrazu systemu                                                                                |
| Oficjalny                                    | Tak, tworzony przez firmę Xiaomi                       | Tak, tworzony przez firmę Xiaomi                     | Tak, tworzony przez firmę Xiaomi                                       | Tak, tworzony przez firmę Xiaomi                                       | Zatwierdzony przez dystrybutora na terenie Unii Europejskiej, tworzony przez społeczność zrzeszoną na portalu Xiaomi.EU                                               | Zatwierdzony przez dystrybutora na terenie Unii Europejskiej, tworzony przez społeczność zrzeszoną na portalu Xiaomi.EU                                               |
| Wymaganie instalacji nieoficjalnego recovery | Nie                                                    | Nie                                                  | Nie                                                                    | Nie                                                                    | Tak | Tak |
| Dodatkowe funkcje                            | Opcjonalny dostęp do wielu chińskich usług online      | Opcjonalny dostęp do wielu chińskich usług online    | Brak                                                                   | Brak                                                                   | - Dodatkowe ikony najpopularniejszych aplikacji - Odblokowane domyślnie niedostępne funkcje w wybranych urządzeń (takie jak nagrywanie filmów w jakości 4K) - Face ID | - Dodatkowe ikony najpopularniejszych aplikacji - Odblokowane domyślnie niedostępne funkcje w wybranych urządzeń (takie jak nagrywanie filmów w jakości 4K) - Face ID |
| Wspierane urządzenia Xiaomi                  | Wszystkie poza Redmi Note 3SE oraz Mi 4i (porzucone)   | Wszystkie poza Redmi Note 3SE oraz Mi 4i (porzucone) | Większość poza urządzeniami z listy EOL - nie dostają one aktualizacji | Większość poza urządzeniami z listy EOL - nie dostają one aktualizacji | Wszystkie poza Mi 4i i wieloma telefonami z procesorem MediaTeka (porzucone)                                                                                          | Wszystkie poza Mi 4i i wieloma telefonami z procesorem MediaTeka (porzucone)                                                                                          |

## Rozwój
Pierwsze ROM-y MIUI bazowały na Androidzie 2.2.x Froyo i CyanogenMod 6, początkowo były one rozwijane przez chiński startup Xiaomi Tech. Xiaomi dodało wiele własnych aplikacji, wzbogacając tym samym bazę Androida o aplikacje takie jak Notatnik, Kopia i przywracanie, Muzyka i Galeria.
26 lipca 2017 została zaprezentowana 9 wersja MIUI, jej premiera odbyła się 10 sierpnia tego samego roku, a pierwszymi urządzeniami, które dostały aktualizację były Xiaomi Mi 6 oraz Xiaomi Redmi Note 4X. Wraz z zapowiedzeniem MIUI 9 wsparcie dla MIUI 8 zostało wygaszone.
31 maja 2018 została zaprezentowana 10 wersja MIUI, a pierwszymi urządzeniami z tym systemem były zaprezentowane z nim Mi 8 i Mi 8 SE.
22 października 2019 została wypuszczona oficjalna aktualizacja poprzez OTA do jedenastej wersji nakładki. Wypuszczanie aktualizacji zostało podzielone na trzy fazy, a ich daty rozpoczęcia i zakończenia można znaleźć na oficjalnej stronie nakładki.
| Wersja MIUI | Wygląd interfejsu | Data wydania          | Pierwsza wydana wersja | Ostatnia wydana wersja | Wersja Androida | Zmiany |
| ----------- | ----------------- | --------------------- | ---------------------- | ---------------------- | --------------- | --- |
| MIUI V1     |                   | 16 sierpnia 2010(dts) | 0.8.16                 | Nieznana               | 2.1             | Pierwsze wydanie |
| MIUI V2     |                   | 29 października 2010  | Nieznana               | Nieznana               | 2.1 – 2.3.6     | Zmiany w UI |
| MIUI V3     |                   | 25 marca 2011         | Nieznana               | 2.4.20                 | 2.3.6           | Zmiany w UI |
| MIUI V4     |                   | 19 stycznia 2012      | Nieznana               | 3.2.22                 | 4.0.4 – 4.1.2   | - Nowe UI - Dodany antyvirus |
| MIUI V5     |                   | 1 marca 2013(dts)     | 3.3.1                  | 4.12.5                 | 4.1.2 – 4.4.4   | - Nowe UI - Usunięcie usług Google z Chińskiej wersji systemu |
| MIUI 6      |                   | 29 sierpnia 2014(dts) | 4.8.29                 | 5.8.6                  | 4.4.4 – 5.0.2   | Nowe UI |
| MIUI 7      |                   | 13 sierpnia 2015(dts) | 5.8.13                 | 6.5.26                 | 4.4.4 – 6.0.1   | Zablokowany bootloader na wybranych już wydanych urządzeniach i wszystkich wydawanych od tej pory |
| MIUI 8      |                   | 16 czerwca 2016(dts)  | 6.6.16                 | 7.7.20                 | 4.4.4 – 7.1.2   | - Drobne zmiany w UI - Zaktualizowane aplikacje systemowe - Dodane Druga przestrzeń i Klonowanie aplikacji |
| MIUI 9      |                   | 10 sierpnia 2017      | 7.8.10                 | 8.5.24                 | 4.4.4 – 8.1     | - Drobne zmiany w UI - Dodany podział ekranu - Zmiany w kurtynie powiadomień i QuickCard (obecnie App Vault) - Usprawnienia trybu cichego - Nowe skróty klawiszowe i gesty |
| MIUI 10     |                   | 19 czerwca 2018       | 8.6.14                 | 9.8.29                 | 6.0-10          | - Nowa kurtyna powiadomień - Rozbudowa funkcjonalności powiadomień - Nowy ekran ostatnich aplikacji i kontroli głośności - Nowe aplikacje zegara, kalendarza i notatek - Większa integracja asystenta XiaoAI - Inne drobne zmiany w UI - Usunięto czarny motyw (Mi Note 2) - Przystosowanie do bezramkowości, gesty |
| MIUI 11     |                   | 24 września 2019      | 9.9.24                 | 20.3.26                | 7.0-10          | - Zmiany w UI - Nowe animacje - Automatyczny ciemny motyw |
| MIUI 12     |                   | 27 kwietnia 2020      | 20.4.27                | 21.9.x                 | 9-12            | 12.0 - 12.2 - Zmiany w UI - Nowe animacje - Ciemny motyw 2.0 - Ulepszone gesty - Nowa kurtyna powiadomień 12.5 - Nowe dźwięki natury dla powiadomień - Płynniejsze animacje - Dodano pionowy układ dla menu ostatnich programów - Dodano pomiar tętna za pomocą aparatu                                             |